# Richard Carrier
Richard Cevantis Carrier (ur. 1 grudnia 1969) – amerykański historyk, działacz ateistyczny, autor, mówca i bloger; posiada doktorat z historii starożytnej (Columbia University). W 2008 obronił pracę doktorską pt. Attitudes Towards the Natural Philosopher in the Early Roman Empire (100 B.C. to 313 A.D.). 
Jego ostatnie książki na temat historyczności Jezusa sytuują go jako jednego z adwokatów teorii mitu Jezusa, według której w rzeczywistości nie istniał ani Jezus historyczny ani Jezus biblijny. Jest to mniejszościowy pogląd. Carrier początkowo nie był zainteresowany kwestią historyczności Jezusa. Początkowo myślał, że to marginalna teoria spiskowa niewarta akademickich dociekań; jednakże kilka różnych osób poprosiło go o zbadanie tej kwestii i znaleźli fundatorów dla takich badań. Od tamtego czasu, stał się wiodącym ekspertem w zakresie teorii ahistoryczności Jezusa. Do innych badaczy, którzy stoją na stanowisku „Jezusowego agnostycyzmu” lub „Jezusowego ateizmu”, należą: Arthur Droge, Kurt Noll, Thomas L. Brodie, Earl Doherty, Robert M. Price, Thomas L. Thompson, Raphael Lataster, Hector Avalos jeszcze inni, tacy jak Philip R. Davies, wyrazili opinię, że perspektywa Carriera i innych jest wystarczająco rozsądna, aby zasługiwać na rozważenie.
W 2004 roku, Carrier w telewizji debatował z Williamem Lane Craigiem; pojawił się również w filmie dokumentalnym The Nature of Existence, znajduje się na liście w Who's Who in Hell; wystąpił w filmie dokumentalnym The God Who Wasn't There, w którym znajduje się z nim wywiad nt. historyczności Jezusa, jak również w innych produkcjach.

## Życie osobiste
W 2015 roku Carrier poinformował o zakończeniu swojego 20-letniego małżeństwa. Ujawnił, że po 17 latach małżeństwa miał kilka krótkich romansów ze względu na pewne nietypowe okoliczności w małżeństwie, z którymi sobie nie radził. Opowiedział o tym żonie i przez ostatnie dwa lata małżeństwa byli za wzajemnym porozumieniem w otwartym związku. Obecnie jest otwarcie poliamoryczny, gdyż uznał, że nie będzie szczęśliwy w związku monogamicznym.

## Publikacje

### Wybrane teksty i artykuły naukowe
- "Flash! Fox News Reports that Aliens May Have Built the Pyramids of Egypt!". Skeptical Inquirer 23.5 (wrzesień-październik 1999)
- "The Guarded Tomb of Jesus and Daniel in the Lion's Den: An Argument for the Plausibility of Theft". Journal of Higher Criticism 8.2 (jesień 2001).
- "Pseudohistory in Jerry Vardaman's Magic Coins: The Nonsense of Micrographic Letters". Skeptical Inquirer 26.2 (marzec-kwiecień 2002) and 26.4 (lipiec-sierpień 2002).
- "The Function of the Historian in Society". The History Teacher 35.4 (sierpień 2002).
- "Hitler's Table Talk: Troubling Finds". German Studies Review 26.3 (październik 2003).
- "The Argument from Biogenesis: Probabilities Against a Natural Origin of Life". Biology & Philosophy 19.5 (listopad 2004).
- "Whence Christianity? A Meta-Theory for the Origins of Christianity". Journal of Higher Criticism 11.1 (wiosna 2005).
- "Fatal Flaws in Michael Almeida's Alleged 'Defeat' of Rowe's New Evidential Argument from Evil". Philo 10.1 (wiosna-lato 2007).
- "On Defining Naturalism as a Worldview". Free Inquiry 30.3 (kwiecień/maj 2010).
- "Thallus and the Darkness at Christ’s Death". Journal of Greco-Roman Christianity and Judaism 8 (2011-2012).
- "Origen, Eusebius, and the Accidental Interpolation in Josephus, Jewish Antiquities 20.200". Journal of Early Christian Studies 20.4 (zima 2012).
- "The Prospect of a Christian Interpolation in Tacitus, Annals 15.44". Vigiliae Christianae 68 (2014).

### Książki i rozdziały
- On the Historicity of Jesus: Why We Might Have Reason for Doubt  (Sheffield Phoenix Press, 2014) ISBN 978-1-909697-49-2 ISBN 978-1-909697-35-5
- Hitler Homer Bible Christ: The Historical Papers of Richard Carrier 1995-2013  (Richmond, CA: Philosophy Press, 2014) ISBN 978-1-49356-712-6
- Proving History: Bayes's Theorem and the Quest for the Historical Jesus  (Amherst, NY: Prometheus Books, 2012) ISBN 978-1-61614-559-0
- Rozdział: "How Not to Defend Historicity", w Bart Ehrman and the Quest of the Historical Jesus of Nazareth, (Cranford, NJ: American Atheist Press 2013) ISBN 978-1578840199
- Why I Am Not a Christian: Four Conclusive Reasons to Reject the Faith  (Philosophy Press, 2011) ISBN 978-1-45658-885-4
- Rozdziały: "Christianity's success was not incredible", "Neither life nor the universe appear intelligently designed", "Moral facts naturally exist (and science could find them)" w The End of Christianity pod redakcją Johna W. Loftusa (Amherst, NY: Prometheus Books 2011) ISBN 978-1-61614-413-5.
- Rozdziały: "Why the resurrection is unbelievable", "Christianity was not responsible for modern science" w The Christian Delusion pod redakcją Johna W. Loftusa (Amherst, NY: Prometheus Books 2010) ISBN 978-1-61614-168-4.
- Rozdziały: "Bayes's Theorem for Beginners: Formal Logic and Its Relevance to Historical Method", w Sources of the Jesus Tradition: Separating History from Myth red. R. Joseph Hoffmann (Amherst, NY: Prometheus Books 2010).
- Not the Impossible Faith, Why Christianity Didn't Need a Miracle to Succeed  Lulu.com (2009) ISBN 978-0-557-04464-1
- "Abortion Cannot be Regarded as Immoral". In The Abortion Controversy (pod redakcją by Lucindy Almond) Greenhaven Press (2007) ISBN 0-7377-3274-1.
- Rozdziały: "The Spiritual Body of Christ and the Legend of the Empty Tomb", "The Plausibility of Theft", "The Burial of Jesus in Light of Jewish Law". W The Empty Tomb: Jesus Beyond The Grave (pod redakcją Roberta M. Price'a i Jefferya Jaya Lowdera) Prometheus Books (2005) ISBN 1-59102-286-X
- Sense and Goodness without God: A Defense of Metaphysical Naturalism. AuthorHouse (2005) ISBN 1-4208-0293-3.
- Hasła: "Epikur", "Lukrecjusz", "Filodemos z Gadary", "Druga sofistyka", i "Soranus z Efezu" w Encyclopedia of the Ancient World (pod redakcją Thomasa J. Sienkewicza). Salem Press (2002). ISBN 0-89356-038-3.